# Заповіт батька
«Заповіт батька» (кирг. Atanyn Kereezi) — киргизстанський драматичний фільм, знятий Бакитом Мукулом і Дастаном Жапаром уулу. Світова прем'єра стрічки відбулась 25 серпня 2016 року на Монреальському кінофестивалі. Фільм розповідає про хлопця на ім'я Азат, який привозить до Киргизстану тіло і заповіт батька. Той в період розпаду СРСР зайняв багато грошей і втік до США, але завжди хотів бути похованим на землі предків.
Фільм був висунутий Киргизстаном на премію «Оскар» за найкращий фільм іноземною мовою.

## У ролях
- Марат Алишпаєв — Азат
- Тинара Абдразаєва
- Іман Мукул
- Бакит Мукул

## Нагороди та номінації
| Нагороди та номінації фільму «Заповіт батька» | Нагороди та номінації фільму «Заповіт батька» | Нагороди та номінації фільму «Заповіт батька» | Нагороди та номінації фільму «Заповіт батька» | Нагороди та номінації фільму «Заповіт батька» | Нагороди та номінації фільму «Заповіт батька» |
| Рік                                           | Кінопремія / Кінофестиваль                    | Категорія / Нагорода                          | Номінант                                      | Результат                                     |                                               |
| --------------------------------------------- | --------------------------------------------- | --------------------------------------------- | --------------------------------------------- | --------------------------------------------- | --------------------------------------------- |
| 2016                                          | Монреальський кінофестиваль                   | «Золотий зеніт» за найкращий дебютний фільм   | «Заповіт батька»                              | Перемога                                      |                                               |